# 神奈川県立公文書館
神奈川県立公文書館（かながわけんりつこうぶんしょかん）は、横浜市旭区に所在する神奈川県の公文書館である。約80万点の資料を所蔵する。

## 歴史
神奈川県では、1967年（昭和42年）より県政100周年を記念して「神奈川県史」の編纂を開始した。その際に収集し文献調査に用いた膨大な資料や公文書を保存・公開するため、1972年に神奈川県立図書館の併置施設として「神奈川県立文化資料館」が開設された。この施設は神奈川県教育委員会の施設であり、知事部局等の公文書の収集には限界があった。1983年には県の情報公開条例制定。1987年には第2次新神奈川計画で公文書館の設置が計画された。本館の構想には、当時の神奈川県知事であった長洲一二の強い思いがあった。1988年に「公文書館（仮称）構想懇話会」が設置され、その提言をもとに1991年に着工。1993年11月に、日本で21番目の公文書館として神奈川県立公文書館が開館した。これにあわせ、神奈川県立文化資料館は閉館となった。
2012年からは所蔵資料をウェブ上で公開する「神奈川デジタルアーカイブ」を開始した。

## 特色
本館では公文書のみならず、郷土資料や行政刊行物等も収集対象とする。古文書は原則として現地保存主義を採り、所在目録の作成やマイクロフィルム化を行うが、必要に応じて本館で保存する。絵画や文芸作品を保存対象とする場合もある。本館所蔵の代表的な古文書には、帝国臓器製薬創業者である山口八十八のコレクションや、神奈川宿本陣の石井家の資料などがある。
各部署での保存期間を満了した文書は公文書館条例第三条に基づき、公安委員会によるものを除き全て本館に引き渡される。廃棄された公文書から歴史的な文書を拾い集めるという従来の公文書館のあり方とは大きく異なる点である。10年または30年保存の現用文書についても、各主務課で1年、文書主管課で4年間保存されたのち本館の中間保管庫に集められることから組織再編による移転等での散逸が防がれる。開館当時において、中間保管庫を備える公文書館は本館の他藤沢市文書館と埼玉県の八潮市立資料館のみで、これも大きな特徴の一つである。全量引き渡しと中間保管庫を利用した公文書保存の運用は「神奈川方式」とも呼ばれる。
集められた文書は、1993年に告示された「神奈川県立公文書館公文書等選別基準」に基づいて選別が行われる。この基準は偏りなく公正で客観的に行うことを方針としており、26の細項目からなる。資料の選別結果はウェブサイト上で公開される。廃棄についても基準に基づき、館長権限で行われる。
例年、4月から10月にかけて約1万箱、150トンの公文書が搬入される。6月から翌年1月にかけて、3人1組×4チームで評価・選別が実施され、全体の2～3%が本館の保存対象となる。
資料の選別・保存・修復の傍ら、常設・企画展や古文書講座などの普及啓発活動、レファレンス業務なども行う。

## 蔵書
2021年度末時点の所蔵資料の内訳は下記のとおりである。
- 歴史的公文書 - 257,043点
- 古文書・私文書  - 172,670点
- 行政刊行物・図書 - 176,181点
- 現用公文書 - 37,865点
- 公文書、古文書等のマイクロフィルム類 - 32,662点
- 16ミリフィルム・ビデオテープ等 - 2,139点
- 県史編集事業で収集した資料 - 141,428点
- 計 819,988点

2021年度の閲覧室利用者数は416人であった。閲覧室に開架配置されている行政刊行物や参考図書は自由に閲覧でき、書庫に収められている資料等も受付に申し込むことにより、個人情報に関わり閲覧が制限されているものを除いて閲覧が可能であるが、博物館等での展示や県の業務などの例外を除き、原則として館外への資料の貸し出しは行わない。
1階ホール・展示室では常設展のほか企画展や収蔵資料展、ミニ展示などが行われ、2021年度の展示観覧者数は1,008人であった(※収蔵資料展、企画展に関しては新型コロナウイルスの影響により実施せず。)。

## 建築
- 敷地面積 - 17,071m2
- 建築面積 -  3,672m2
- 延床面積 -  9,956m2 そのうち書庫3,189m2、収容能力105万点[1]

丘陵の北側斜面に位置する鉄骨鉄筋コンクリート構造地下1階・地上4階の建物で、2階まで斜面に接することから結露や湧水から保存文書を守るため建物外周にドライエリアを設けるとともに、屋根は二重防水とした。書庫は二重壁とし、照明は紫外線をカットするタイプを導入している。外壁は御影石など自然素材を使い、窓の無い書庫部の外壁にもデザイン上の工夫を施して周囲との景観の調和を図った。総工費の1%を芸術や文化のために用いる「文化のための1％システム」を採り入れており、エントランスホールには県の花であるヤマユリの絵を漉きこんだ和紙を挟み込んだ複層ガラスを設けている。
最寄駅の相模鉄道本線・いずみ野線二俣川駅より相鉄バス運転免許センター循環で「運転免許センター前」下車すぐ。または同駅から徒歩約17分。周辺には神奈川県警察運転免許センターや神奈川県立がんセンター、神奈川県ライトセンターなど県の施設が多く立地する。